# Фабельманы
«Фабельманы» (англ. The Fabelmans) — фильм американского режиссёра Стивена Спилберга с Гэбриелом ЛаБеллем, Мишель Уильямс, Полом Дано и Сетом Рогеном в главных ролях. Премьера состоялась 10 сентября 2022 года на кинофестивале в Торонто, где фильм получил главный приз зрительских симпатий. Он удостоился семи номинаций на «Оскар», не победив ни в одной, и пяти номинаций на 80-ю премию «Золотой глобус», победив в категориях «Лучший фильм — драма» и «Лучшая режиссура».

## Сюжет
Фильм основан на воспоминаниях Стивена Спилберга о детстве, проведённом в Аризоне и Калифорнии.
Вечером 10 января 1952 года в Хэддон Тауншип, Нью-Джерси, еврейская пара Митци и Бёрт Фабельманы берут своего маленького сына Сэмми на его первый фильм: «Величайшее шоу мира» Сесила Б. ДеМилля. Ошеломлённый сценой крушения поезда, Сэмми просит макет декораций для Хануки и разбивает его. Митци, понимая намерения Сэмми, разрешает ему снять ещё одну сцену крушения, используя 8-миллиметровую камеру Бёрта. Вскоре Сэмми начинает снимать регулярно, иногда привлекая к съёмкам своих младших сестёр Реджи, Натали и Лизу. После того, как Бёрт получает новую работу, в начале 1957 года он вместе с семьёй и лучшим другом и деловым партнёром Бенни Лоуи переезжает в Финикс, Аризона.
Спустя годы подросший Сэмми продолжает снимать фильмы с друзьями в отряде бойскаутов. Когда Фабельманы и Бенни отправляется в поход, Сэмми снимает отдых. По совету отца он начинает монтировать фильм об этом походе и понимает по отснятому материалу, что у его матери и Бенни роман. Сэмми показывает эти кадры матери, но обещает сохранить всё в тайне. После повышения Бёрта Фабельманы переезжают в Саратогу, Калифорния. Бенни, чтобы сохранить свой брак, остаётся в Финиксе. В новой школе Сэмми становится объектом травли для одноклассников Логана и Чада и начинает встречаться с набожной христианкой Моникой. По просьбе девушки он соглашается снять выпускной на пляже с помощью 16-мм камеры «Аррифлекс», принадлежащей её отцу.
Митци и Бёрт решают развестись из-за измены Митци. На выпускном вечере Сэмми признается Монике в любви и предлагает поехать с ним в Голливуд. Моника расстаётся с ним, так как хочет учиться в Техасском университете A&M. Фильм о выпускном показывают классу, и он получает восторженный приём.
Сэмми переезжает с отцом в Голливуд. Не найдя работу по специальности, Сэмми подумывает бросить колледж, но Бёрт советует ему продолжать идти своим путём, если это сделает его счастливым. Наконец, главный герой получает от телеканала CBS работу в ситкоме «Герои Хогана». Зная, что Сэмми больше интересует кинематограф, один из руководителей телеканала приглашает его на встречу с режиссёром Джоном Фордом, который даёт несколько советов по кадрированию. Приободрившись, Сэмми идёт по студийному заднику. В это время камера кадрирует горизонт по центру, вопреки совету Форда, но в конце концов кадрирует его заново в самом низу.

## В ролях
- Гэбриел Лабелль — Сэмми Фабельман
  - Матео Зорина Фрэнсис-Дефор — Сэмми в детстве
- Мишель Уильямс — мать Сэмми и Энн
- Сет Роген — Бенни
- Пол Дано — Бёрт Фабельман, отец Сэмми и Энн
- Джулия Баттерз — Энн Фабельман, сестра Сэмми
- Оакс Фегли — Чад Томас
- Гэбриел Бейтман — Роджер
- Николас Канту — Харк
- Сэм Рекнер — Логан
- Джадд Хирш — Борис Шилдкраут, дядя Сэмми
- Робин Бартлетт — Тина Шилдкраут
- Хлоя Ист — Моника Шервуд
- Изабель Кусман — Клаудия
- Джинни Берлин — Хадасса Фабельман
- Коннор Триннир — Фил Ньюхарт
- Купер Додсон — Тёрки
- Густаво Эскобар — Сэл
- Лейн Фактор — Дин
- Стивен Мэттью Смит — Анджело
- Кили Карстен — Натали Фабельман
- Калама Эпштейн — Барри
- Чандлер Лоувелл — Рене
- Грег Гранберг — Берни Файн
- Дэвид Линч — Джон Форд
- София Копера — Лиза
- Жан Хоаг — Нона

## Создание и релиз
Проект был анонсирован в марте 2021 года. Спилберг стал не только режиссёром, но и сценаристом вместе с Тони Кушнером (это была первая сценарная работа Спилберга за 21 год после фильма 2001 года «Искусственный разум»). Сразу начались переговоры с Мишель Уильямс, которая в конце концов получила роль матери главного героя. 22 марта стало известно, что к касту присоединился Сет Роген, получивший роль «любимого дяди молодого Спилберга», и что Кристи Макоско Кригер будет продюсером картины вместе с Кушнером и Спилбергом. 8 апреля 2021 года Пол Дано получил роль отца главного героя. В июне к касту присоединились Гэбриэл Лабель (главная роль), Джулия Баттерз, Сэм Рехнер, в июле — Хлоя Ист, Оукс Фегли, Изабель Кусман, Джинни Берлин, Джадд Хирш, Робин Бартлетт и Джонатан Хадари, в августе — Габриэль Бейтман, Густаво Эскобар, Николас Канту, Лейн Фактор и Стивен Мэтью Смит.
Съёмки начались в июле 2021 года в Лос-Анжелесе. Премьера картины состоялась 10 сентября 2022 года на кинофестивале в Торонто. Фильм вышел в прокат в ноябре того же года, причём дистрибьютором стала Universal Pictures (к услугам этой компании Спилберг не прибегал со времён «Мюнхена»).
Музыка к фильму была написана Джоном Уильямсом, что стало его 29-й совместной работой в кино со Спилбергом. 23 июня 2022 года Уильямс сообщил, что «Фабельманы» и пятый фильм об Индиане Джонсе могут быть последними двумя фильмами, музыку для которых он напишет перед уходом на покой.

## Оценки
На сайте-агрегаторе отзывов Rotten Tomatoes «Фабельманы» получили рейтинг 92 % со средней оценкой 8,2 из 10. Рецензенты с этого ресурса признали, что Спилберг «не утратил своей магической хватки». На сайте Metacritic фильм получил 85 баллов из 100, что указывает на «всеобщее признание». Зрители, опрошенные CinemaScore, дали ему среднюю оценку «А».
Крис Еванджелиста из /Film назвал «Фабельманов» «одним из самых тёплых и смешных фильмов Спилберга» и особо отметил операторскую работу Камински. Стив Понд из TheWrap констатирова, что это не только «один из самых личных фильмов» режиссёра, но ещё и «одна из его самых оригинальных и приносящих наибольшее удовольствие работ за последние годы». Пит Хэммонд из Deadline Hollywood высоко оценил игру Уильямса, Дано, Лабелля и Баттерз, а также камео Дэвида Линча. Росс Бонайме из Collider написал: «На протяжении десятилетий Спилберг показывал нам нас самих с помощью магии своих фильмов, а в „Фабельманах“ он, наконец, показывает нам, кто такой он сам». Брайан Таллерико (RogerEbert.com) высоко оценил сценарий картины.
Дэвид Эрлих из IndieWire отозвался о фильме как о «далеко не шедевре» и поставил ему оценку «В+». Бенджамин Ли из The Guardian назвал «Фабельманов» «слишком постановочную версией» режиссёрской биографии, в которой «не хватает чего-то особенного». Для Джастина Чанга из Los Angeles Times это «уникальная исповедальная работа великого художника». Ричард Лоусон из Vanity Fair написал: «Поскольку в публичном образе Спилберга, весёлого и увлечённого человека…, всегда была какая-то странная пустота, „Фабельманы“ кажутся чем-то вроде подарка».

## Награды и номинации
| Список наград и номинаций                    | Список наград и номинаций | Список наград и номинаций                            | Список наград и номинаций                           | Список наград и номинаций |
| Кинопремия                                   | Дата церемонии            | Категория                                            | Номинант(ы)                                         | Результат                 |
| -------------------------------------------- | ------------------------- | ---------------------------------------------------- | --------------------------------------------------- | ------------------------- |
| Кинофестиваль в Торонто                      | 2022                      | Приз зрительских симпатий                            | Стивен Спилберг                                     | Победа                    |
| Премия Национального совета кинокритиков США | 2022                      | Топ-10 фильмов года                                  | «Фабельманы»                                        | Победа                    |
| Премия Национального совета кинокритиков США | 2022                      | Лучший режиссёр                                      | Стивен Спилберг                                     | Победа                    |
| Премия Национального совета кинокритиков США | 2022                      | Прорывная мужская роль                               | Гэбриел Лабелль                                     | Победа                    |
| Золотой глобус                               | 2023                      | Лучший фильм — драма                                 | «Фабельманы»                                        | Победа                    |
| Золотой глобус                               | 2023                      | Лучший режиссёр                                      | Стивен Спилберг                                     | Победа                    |
| Золотой глобус                               | 2023                      | Лучшая актриса в драматическом фильме                | Мишель Уильямс                                      | Номинация                 |
| Золотой глобус                               | 2023                      | Лучший сценарий                                      | Стивен Спилберг и Тони Кушнер                       | Номинация                 |
| Золотой глобус                               | 2023                      | Лучшая музыка к фильму                               | Джон Уильямс                                        | Номинация                 |
| Оскар                                        | 2023                      | Лучший фильм года                                    | Кристи Макоско Кригер, Стивен Спилберг, Тони Кушнер | Номинация                 |
| Оскар                                        | 2023                      | Лучший режиссёр                                      | Стивен Спилберг                                     | Номинация                 |
| Оскар                                        | 2023                      | Лучшая женская роль                                  | Мишель Уильямс                                      | Номинация                 |
| Оскар                                        | 2023                      | Лучшая мужская роль второго плана                    | Джадд Хирш                                          | Номинация                 |
| Оскар                                        | 2023                      | Лучший оригинальный сценарий                         | Стивен Спилберг и Тони Кушнер                       | Номинация                 |
| Оскар                                        | 2023                      | Лучшая оригинальная музыка к фильму                  | Джон Уильямс                                        | Номинация                 |
| Оскар                                        | 2023                      | Лучшая работа художника-постановщика                 | Рик Картер и Карен О'Хара                           | Номинация                 |
| BAFTA                                        | 2023                      | Лучший оригинальный сценарий                         | Стивен Спилберг и Тони Кушнер                       | Номинация                 |
| Премия Гильдии киноактёров США               | 2023                      | Лучший актёрский ансамбль                            | «Фабельманы»                                        | Номинация                 |
| Премия Гильдии киноактёров США               | 2023                      | Лучшая мужская роль второго плана                    | Пол Дано                                            | Номинация                 |
| Премия Гильдии режиссёров США                | 2023                      | Лучшая режиссура театрального художественного фильма | Стивен Спилберг                                     | Номинация                 |
| Премия Гильдии сценаристов США               | 2023                      | Лучший оригинальный сценарий                         | Стивен Спилберг и Тони Кушнер                       | Номинация                 |
| AFI Awards                                   | 2023                      | Лучший фильм года                                    | «Фабельманы»                                        | Победа                    |
| Давид ди Донателло                           | 2023                      | Лучший зарубежный фильм                              | Стивен Спилберг                                     | Победа                    |
| Грэмми                                       | 2024                      | Лучший саундтрек для визуальных медиа                | Джон Уильямс                                        | Номинация                 |